# Peter le Page Renouf
Pour les articles homonymes, voir Renouf.
Peter le Page Renouf (23 août 1822 - 14 octobre 1897) est un égyptologue britannique né à Guernesey (îles Anglo-Normandes).

## Biographie
Il étudie d’abord au Elizabeth College à Guernesey, puis à l’université d’Oxford, où sous l’influence de  Newman, il se convertit au catholicisme et abandonne ses études. Comme de nombreux convertis venant de l’anglicanisme, il fait preuve de résistance face au parti ultramontain de l’Église catholique mais ne retourne jamais à l’anglicanisme. Il s’oppose à la promulgation du dogme de infaillibilité pontificale et son traité (1868) sur la condamnation du pape Honorius pour hérésie par le Concile de Constantinople en 680 fut mis à l’Index.
Il est, de 1855 à 1864, professeur d’histoire ancienne et de langues orientales à l'université catholique établie à Dublin par Newman. Au cours de cette période, il est le rédacteur en chef des revues Atlantis et Home and Foreign Review. En 1864, il est nommé par le gouvernement britannique inspecteur général des écoles et le reste jusqu’en 1886. Sa célébrité en tant qu’égyptologue lui permet d’être nommé conservateur en chef des antiquités orientales au British Museum. Il est aussi élu en 1887 président de la Société d’Archéologie Biblique.
Sa contributions la plus importante à l’égyptologie est sa conférence sur La religion des égyptiens donnée en 1879 et la traduction et le commentaire qu’il fait du livre des morts. Il quitte ses fonctions au British Museum en 1891 et meurt à Londres en 1897 après avoir été anobli l’année précédente. 

## Publications
- The Origin and Growth of Religion as Illustrated by the Religion of Ancient Egypt, Nabu Press,  (ISBN 9781148973968)
- The Doctrine of the Catholic Church in England on the Holy Eucharist, Hardpress Publishing,  (ISBN 9781290769525)
- The Egyptian Book of the Dead : Translation and Commentary, Volume 1, Nabu Press,  (ISBN 9781141068975)
- An Elementary Grammar of the Ancient Egyptian Language, in the Hieroglyphic Type, Sagwan Press,  (ISBN 9781298996763)